# Gobius hypselosoma
Gobius hypselosoma là một loài cá bống thuộc Họ Cá bống trắng (Gobiidae), có nguồn gốc từ vùng nước ngọt và lợ của Madagascar và quần đảo Mascarene. Chúng có thể đạt chiều dài đến 25 cm.